# Inga pilosa
Inga pilosa är en ärtväxtart som beskrevs av Uribe. Inga pilosa ingår i släktet Inga och familjen ärtväxter. Inga underarter finns listade i Catalogue of Life.